# 박태건
박태건(1983년 10월 27일 ~ )은 대한민국의 전직 스타크래프트 프로게이머이다. 2005년경 은퇴.

## 경력

### 하부리그 및 기타 리그
- 2002년 gembc Lord Of 종족 최강전 (vs 홍진호 1패, vs 이윤열 2승 2패)
- 2002년 1st Ghem TV 스타리그 7조 4강 (vs 임성춘 0:2 패)
- 2002년 게임벅스배 제2회 스타최강전 64강
- 2002년 2002 1차 챌린지리그 96강 (vs 김갑용 1:2 패)
- 2002년 PGR21 1st 8강
- 2002년 2nd Ghem TV 스타리그 1조 4강 (vs 김현진 0:2 패)
- 2002년 2002 2차 챌린지리그 48강 (vs 이운재 0:2 패)
- 2002년 해태제과 루키최강전 8강
- 2003년 2003 1차 챌린지리그 G조 96강 (vs 심성수 1:2 패)
- 2003년 4th GhemTV 11조 4강
- 2003년 2003 2nd 챌린지 M조 96강 (vs 박성준 0:2 패)
- 2003년 1차 마이너리그 예선 6조 4강 (vs 베르트랑 1:2 패)
- 2003년 WCG 2003 대표 선발전 64강 (vs 안석열 0:1 패)
- 2004년 2004 2nd 챌린지 L조 8강 (vs 강도경 1:2 패)
- 2004년 4차 마이너리그 예선 2조 8강 (vs 김준영 0:2 패)
- 2005년 구룡쟁패 듀얼토너먼트 1R (vs 전상욱 0:1 패)

### 팀단위 대회 성적
| 프로리그      | 프로리그 | 프로리그 | 프로리그 | 프로리그 | 프로리그 | 프로리그 | 프로리그 | 프로리그 | 프로리그 | 프로리그 |
| 시즌          | 시즌     | 소속     | 개인     | 개인     | 팀플     | 팀플     | 합계     | 승률     | 팀성적   | 비고     |
| 시즌          | 시즌     | 소속     | 승       | 패       | 승       | 패       | 합계     | 승률     | 팀성적   | 비고     |
| ------------- | -------- | -------- | -------- | -------- | -------- | -------- | -------- | -------- | -------- | -------- |
| 2003 KTF EVER | 예선     | SouL     | 0        | 0        | 0        | 2        | 0승 2패  | 0%       | 예선탈락 |          |
| 2003 KTF EVER | 본선     | SouL     | 예선탈락 | 예선탈락 | 예선탈락 | 예선탈락 | 예선탈락 | 예선탈락 | 예선탈락 |          |
| 합계          | 합계     | 합계     | 0        | 0        | 0        | 2        | 0승 2패  | 0%       |          |          |

## 기타
- 메이저 대회에는 진출한 적이 없고, GhemTV를 제외하고는 방송으로 중계되는 하부리그에도 진출한 적이 없어서 온게임넷과 MBC 게임의 방송경기에도 출연한 적이 없다.
- KTF EVER컵 온게임넷 프로리그 예선에 SouL 소속으로 팀플레이 2경기에 참여한 바 있으나(2패), SouL은 예선에서 탈락하였고 박태건은 이후에는 기타 팀 단위 리그에 참여한 기록이 없다.